# Ljósá
Ljósá (dansk: Lyså) er en bygd på Eysturoy på Færøerne. Ljósá ligger syd for Eiði, på vestkysten af øen, og er en del af Eiðis kommuna. Bygden, der er opkaldt efter åen Ljósánni, blev grundlagt 1840 på grund af, at Færøernes befolkningsgrundlag steg og at det derfor var brug for at opdyrke mere landbrugsjord.
Bygden er også af de lokale kaldt Gimbrarnar efter udmarken, hvor de første tilflyttere bosatte sig. 
I 1979 byggedes en 44 meter lang kaj med to flydebrygger. Dybden ved kajen er 2–4 meter.
Der er en restaurant og et sandblæsningsfirma i Ljósá.

## Turisme
Rose's Restaurant & Catering i Ljósá har et udvalg af friske, lokale og internationale retter. 

## Galleri
- Ljósá
- Ljósá
- Ljósá om vinteren
- Havnen i Ljósá